# Vocea României (sezonul 9)
Cel de-al nouălea sezon al talent show-ului Vocea României a debutat pe 6 septembrie 2019 la Pro TV. Pavel Bartoș revine în funcția de prezentator. În sezonul 9, Andra este înlocuită de Horia Brenciu, în timp ce Smiley, Irina Rimes și Tudor Chirilă își păstrează rolurile de antrenori.